# Saó (mitologia)
|  | No s'ha de confondre amb Saó de Samotràcia. |

Saó (en grec antic Σάων) va ser, segons la mitologia grega, un beoci que va anar a consultar l'oracle de Delfos a causa d'una llarga sequera que devastava el seu país, Beòcia.
La Pítia li va dir que es dirigís a Lebadea a interrogar l'oracle de Trofoni. Va iniciar el viatge, i en arribar a Lebadea es va trobar que ningú no en sabia res d'aquest oracle. Tombant pels afores va veure unes abelles i les va seguir fins a dins d'una cova, on l'heroi Trofoni el va instruir per tal que fundés un culte en el seu honor, i també un oracle.